# 미국의 사회주의 운동
미국의 사회주의 운동(영어: History of the socialist movement in the United States)은 18세기 초기 샤를 푸리에의 사상에 영감을 얻은 청교도 분파인 세이커 교도와 초기 아나키스트 조시아 워렌을 주축으로 진행됐다. 샤를 푸리에(Charles Fourier, 1772 ~ 1837)는 생시몽과 달리 유물론에 영향을 받은 사상가였으며, 그 이론의 수준도 그 후에 등장한 카를 마르크스와 거의 비슷했다. 그는 자본주의에 내재된 근본적인 모순을 과학적으로 밝혀내지 못했다는 점에서 한계가 있으나, 당시 시대적 상황상 자본주의 안에 내포된 모순을 과학적으로 밝혀내서 설명하기란 매우 까다롭고 시간이 오래드는 작업이었다는 점에서 그의 초기사회주의 이념의 진보성은 미국에서도 인정하는 바였다.
1876년, 영국, 독일, 유대인 노동 운동가들이 미국에 이주하여 미국 사회주의노동당을 창당했고, 이들은 웃날 1901년 미국 사회당과 함께 사회주의 운동의 대표 단체가 되었다. 사회주의노동당원들은 1886년 5월 1일 하루 8시간 노동제를 요구한 시카고 노동자들의 집단 파업인 헤이마켓사건에 참가하여 노동자를 도왔다. 훗날 이 사건은 노동절이란 공휴일을 탄생시킨다. 이들은 이 하루 8시간 근로제를 전국, 전세계에 확대시켜야 한다는 논의를 하였다.
유진 데브스가 미국 사회당의 당수인 시절, 미국 사회주의자들은 1차 대전에 반대했으며, 반전평화를 주장했다. 이 대가로 이들은 1차 대전이 막바지에 이를 때 일어선 볼셰비키와 동급으로 취급당하여 탄압당했다. 이것은 사회당에서 통용되는 용어로 이른바 제1차 적색공포시대라고 한다. 1930년대엔 당 분열이 심화되어 급진적인 노동, 민족 운동을 지지하던 사회주의자들은 미국 공산당에 모이게 되었다. 1950년대, 매카시즘의 광풍으로 이들은 1960년대 후반이 신좌파가 등장하기까지 매우 소수의 규모를 유지했다.
신좌파 등장이후 미국 사회당과 공산당에 기반을 둔 사회주의자들은 정통적인 사회주의, 마르크스주의적 사회주의를 따르는 소수의 노동운동, 학생운동 단체를 지원했지만, 신좌파 운동 당시엔 이러한 정통적인 사회주의보단 시민사회론에 치우쳐진 온건적 사회주의나 독일과 프랑스에서 유행한 서유럽식 자유마르크스주의에 기반한 사회주의 운동이 유행했다.
실제 정치에 들어가서 사회주의 운동을 볼 때, 사실 미국 사회주의자들의 영향력은 의회에선 미비했는데, 그 이유는 사회주의자 출신의 시장과 상원의원이 존재한 적은 있지만, 이러한 성향을 가진 이들이 주 의회에서 다수를 점하는 등과 같은 경험은 하지 못했기 때문이다.

## 역사
샤를 푸리에는 프랑스 유물론에 영향을 받은 지식인이었고, 사실상 카를 마르크스의 정치경제 사상의 밑바탕이 되었다. 마르크스주의하면 생각나는 것들이 생산수단 공동체(Phalanstery 또는 Commune), 경영민주주의, 지역공동체 등이 있는데, 이 개념을 최초로 제시한 인물이 샤를 푸리에이기 때문이다. 그리고 이러한 것들이 존재하고, 유지되기 위한 여러 가지 제도들에 대해서도 정립했다. 그리고 초기사회주의 운동의 선봉자인 로버트 오웬도 사실 샤를 푸리에의 사상에 큰 영향을 받았다. 샤를 푸리에의 이론을 보면, 사실 오늘날의 마르크스주의와 같다고 생각할 수도 있을 것이다.
그는 당시 진보적 공화주의자들이 주장했던 '빈곤의 만연은 걷잡을 수 없는 사회 불안을 낳는다', '동일노동 동일임금을 실현해야한다'등을 제일 기본적인 생각으로 가지고 있었기 때문에, 이러한 것들이 전제로 된 이론들을 펼쳐나갔다. '생산수단 공동체 또는 공동조합체제(Phalanstery)'라는 개념이 있는데, 이것은 샤를 푸리에 이론의 핵심이다. 상품을 생산할 수 있는 불변자본인 '생산수단'이 있다면, 이 생산수단에서 노동을 하는 '노동자'와 '경영인' 존재한다. 샤를 푸리에는 생산수단에서 지배적인 위치에 있는 경영인 계급을 철폐하고, 노동자들이 생산수단을 순수하게 운용할 수 있도록 제도를 고쳐야 한다고 보았다. 이런 상태에서 생산수단 공동체 내에 있는 모든 노동자는 상품을 계획에 따라 생산하고, 다른 생산수단 공동체랑 상생한다. 그리고 이 생산수단 공동체에선 노동자들이 편하게 노동할 수 있도록, 여러 가지 복지 시설들이 최고 효율을 유지하도록 수를 조정한다. 예를 들면, A라는 생산수단이 있다면 이 주위에 탁아소, 학교, 상점 등이 몇 곳이 있어야 하는 지 최고 효율을 내는 지 조사하는 것이다. 그리고 다른 생산수단 공동체에도 이런 정책을 작용한다.(예를 들면 개별 생산수단 공동체는 최대 2천명의 대중계급이 삶을 영위할 수 있으며, 이것은 샤를 푸리에의 이론대로라면 지켜져야한다. 그는 하나의 생산수단에는 총 약 5백명에서 2천명 사이의 인민이 모여서 충분히 살 수 있다고 보았다. 그리고 이 중에서 노인과 아동을 제외한 모두 계층은 노동을 해야한다)
복지 시설 유지에 필요한 재원은 각자 다른 생산수단 공동체에서 생산하는 여러 가지 물품들을 팔거나 그 물품 자체를 이용한다. 이렇게 되려면 생산수단 공동체가 통일되어야 한다.그는 이러한 생산수단 공동체 통일을 위해서 1834년에 '보편적 통일의 이론'을 집필했다. 그는 자본주의가 지배하는 상태에서 생산수단이 하나씩 코뮨으로 되기 위해선, 지역 노동자들의 자각이 필요하다고 보았다. 이러한 그의 관점은 훗날 등장하는 마르크스의 입장과는 다른 입장이었다. 마르크스는 자본주의는 결국 경제 공황을 야기하고 그 여파로 혁명이 온다는 이론을 설파했지만, 푸리에는 이상적 사회주의자라는 틀에서 벗어나지 못했던 것처럼, 개개인 노동자의 자각에 의존했던 것으로 보인다.
농업 지대도 역시 다른 도시의 공장 공동체와 통일되어야 한다고 보았다. 그는 농민들이 모든 작물을 소유하고 그것을 파는 게 아닌, 농민이 하나의 '농업 노동자'가 되므로, 농업 생산품 생산 역할을 맡아야 한다고 보았다. 그 농작물은 생산한 자가 모두 갖는 것이 아니라, 그 공동체에 속하는 모든 노동자들에게 일정하게 분배된다. 단순히 보면 "농민에게 불리한 거 아닌가?"란 생각이 들지만, 공장 노동자들이 생산한 비농업 물품을 농민도 무상으로 제공받을 수 있다는 점에선 불리한 것만은 아니다. 이런 그의 이론은 그의 저서 '농업가족이론'에 잘 정리되어있다.
그는 또 나름대로의 국가론을 가지고 있었다. 그는 '국가'는 '생산수단 공동체의 연합'으로 대체되어야 한다고 보았다. 그리고 이 연합의 대규모 정책은 각 생산수단 공동체에서 선출한 대표들의 토의로 결정된다. 그리고 이 선출된 대표들은 절대적으로 각자 자기가 맡은 생산수단 공동체의 노동자들과 상호지배 된 상태여야 한다.(상호지배에 대한 점에서는 랑시에르의 민주주의 담론과도 비슷하다)
여기까지 보면 종래에 있던 마르크스주의의 초기 이론이랑 크게 다른 점이 없다는 걸 알 것이다. 사실 카를 마르크스의 이론 대다수는 샤를 푸리에와 바뵈프에게도 나온 것들이고 일부는 애덤 스미스에서 나온 것도 있다.(물론 애덤 스미스는 자본주의자지만) 카를 마르크스가 유명한 이유는 위에 설명한 것처럼 자본주의 사회에 치명적인 모순이 존재할 수 밖에 없는 이유를 과학적으로 증명했기 때문이다.
샤를 푸리에는 사회경제 분야만이 아닌, 다른 분야의 사회운동에도 큰 몫을 해냈다. 특히, 양성평등과 동성애의 합법화 측면에서 말이다. 특히, 동성애 합법화를 강하게 주장했기 때문에 사후에 그의 사상은 아나키즘이나 자유지상 사회주의 운동에 큰 지대 역할을 했다. 또한 그의 사상은 1871년, 파리코뮨 형성에 큰 도움을 줬다. 이러한 점에서 수많은 미국 아나키스트들과 진보적인 청교도인들은 푸리에의 사상을 따랐던 것이다.

### 이상적 사회주의 운동
영국과 프랑스에서 태동한 이상적 사회주의 운동이 19세기에 들어온 사회주의 성향의 이주자들에 의해 발흥했다. 하지만 이들의 사상은 유럽에 치우쳐져 있었기 때문에 미국 사회에 이상적 사회주의 이론을 거리낌없이 적용하기가 쉽지 않았다. 하지만 얼마안가 지속적인 노력을 통해서 브룩 농업공동체 운동, 뉴하모니 운동, 오네이다 공동체 운동, 오레곤 공동체 운동 등 이상적 사회주의를 표방하는 공동체주의 운동이 생기기 시작했다.
이러한 이상적 사회주의 운동을 통솔하는 핵심 이론가는 로버트 오웬이었다. 그는 1825년, 미국에 새로운 사회주의 공동체를 만들겠다는 신념으로 인디에나 남부에 뉴하모니 운동을 전개했다. 이러한 사회주의 운동은 미국 초월주의 운동가들에게도 영향을 줬다. 이들은 1841년에 브룩 농업공동체를 조직하여 초월주의, 사회주의 공동체를 만들었다. 이러한 운동은 로버트 오웬이 영국에서 자신의 공장을 기점으로 노동자 공동체를 만들었던 상황과 비슷하게 초기엔 재정적 여유로 큰 효과를 보았다. 하지만 1840년대 중반부터 재정적 압박이 가해졌으며, 결국 1847년 이러한 운동은 재정 파탄으로 실패하고만다. 푸리에주의자들은 1844년부터 로버트 오웬이 기독교적 관념론에 치우친 상태로 운동을 전개하면 결국 실패할 것이라고 종종비판했다. 오웬을 지적하며 이들은 1844년, 좀더 체계적인 지역 행정을 방침으로 팔로스테다(Phalanstère) 운동을 전개했다. 이 운동은 전에 있던 공동체운동에 비해 매우 체계화 된 운동이므로, 좀더 엄격한 사회주의 공동체였다.
샤를 푸리에의 운동은 체계화된 공동체주의로 공동체를 이어나갔지만 뉴저지 주의 몬머스에서 1856년에 일어난 대규모 화재로 인해 재정적 파탄을 이기지 못하고 침체되기에 이르렀다.
1853년엔 에티엔느 카베(Étienne Cabet) 주도로 이카리안 운동이라는 새로운 공동체가 나왔다. 이들은 샤를 푸리에의 이론과 비슷한 방법으로 공장을 공유화해서 텍사스, 일리노이 일대에서 큰 인기를 끌었다. 하지만 이 운동은 내부 이론가들의 분열로 인해 해체되었다.
1888년 '뒤돌아보며'이라는 소설을 통해 노벨 문학상을 받은 에드워드 벨라미는 이러한 태동하는 사회주의 공동체의 모습을 보고 자본주의를 비폭력적 수단을 통해 사회주의로 변혁시킬 수 있다는 믿음을 설파하기도 했다. 그리고 이러한 이념은 미국 사회주의 운동의 기본 정신이 되기도 했다. 오늘날 미국의 사회주의 운동이라면 소공동체주의적인, 아나키즘적인 사회주의의 방식으로 이어진다는 것에 대해 이러한 배경이 있다는 것을 알 수 있다.

## 참고 서적
- Arthur Bestor, American Phalanxes: A Study of Fourierist Socialism in the United States. PhD dissertation. Yale University, 1938.
- William Hall Brock, Phalanx on a Hill: Responses to Fourierism in the Transcendentalist Circle. PhD dissertation. Loyola University of Chicago, 1995.
- Sterling F. Delano, The Harbinger and New England Transcendentalism: A Portrait of Associationism in America. Cranbury, NJ: Associated University Presses, 1983.
- Carl J. Guarneri, The Utopian Alternative: Fourierism in Nineteenth-Century America. Ithaca, NY: Cornell University Press, 1991.

## 같이 보기
- 사회주의
- 아나키즘
- 신좌파